# Stechgraben
Der Stechgraben ist ein knapp 9 km langes Gewässer dritter Ordnung in der Pfalz und ein linker Zufluss der Marlach, eines indirekten Rhein-Zuflusses. Er führt ganzjährig Wasser, im Durchschnitt 120 l/s, bei Extremhochwasser bis zu 6,5 m³/s. Das durchschnittliche Gefälle liegt bei 12,6 ‰. Von kommunaler Seite ist für die Betreuung des Stechgrabens der Gewässer-Zweckverband Isenach-Eckbach zuständig.

## Name
In den Karten des Museumsarchivs Rödersheim-Gronau ist durchgängig der Name Stechgraben aufgeführt. Die Bezeichnung stammt vermutlich daher, dass das Bachbett als wesentliches Entwässerungselement der angrenzenden Gemarkungen im Laufe der Jahrhunderte immer wieder verändert und neu abgestochen wurde. Die Änderungen des Verlaufs sind in den vorliegenden Karten deutlich sichtbar.

## Geographie

### Verlauf
Der Stechgraben selbst ist ca. 9 km lang. Seine wichtigsten Zuflüsse sind der Goldbach und der Burgtalbach, die in der Wachenheimer Gemarkung entspringen. Der Burgtalbach fließt dabei nördlich unterhalb der Wachtenburg aus dem Tal durch Wachenheim an der Weinstraße in das Oberrheintal. Auch das Wasser der Wachenheimer Kläranlage wird über den Burgtalbach in den Stechgraben geleitet. Hinzu kommen im weiteren Verlauf des Stechgrabens noch weitere 17 Entwässerungsgräben.
Nach der topografischen Karte aus 2014 beginnt der Stechgraben mit dem verrohrten Austritt eines Teiles des Quellhorizontes in der Wassergasse in Forst an der Weinstraße. Der weitere Quellhorizont im Forster Ortsgebiet am westlichen Haardtrand des Pfälzerwaldes entwässert über einen Sammler in einen Regenrückhalteteich östlich von Forst am Bahndamm zwischen Wachenheim und Deidesheim.
In diesen mündet auch das Goldbächl, das in der Gemarkung Wachenheim zu Füßen der Burgruine Wachtenburg entspringt. Der Ablauf des Teiches mündet östlich in das weitere Bachbett des Stechgrabens.
Nach dem Bahndamm mündet der Burgtalbach (früher auch als Wachenheimer Bach bezeichnet) von Wachenheim kommend in das Stechgrabenbett. Dieser entspringt auf dem Rothsteiger Kopf und fließt durch das Wachenheimer Tal unterhalb der Wachtenburg an der Wachenheimer Kläranlage vorbei, die das geklärte Abwasser dort einleitet, nördlich zum Stechgraben.
Von da fließt der Stechgraben durch die Gemarkungen Deidesheim, Niederkirchen und Rödersheim-Gronau Richtung Schauernheim. Eine Reihe von Entwässerungsgräben leiten das Wasser aus den Fluren, das sowohl als Regenwasser-Abfluss eingebracht wird wie auch aus den Quellhorizonten vor allem östlich und nördlich von Rödersheim-Gronau stammt. Dort mündet er in die Marlach, die ihrerseits dann östlich von Schauernheim in den Floßbach mündet. Dieser fließt östlich von Lambsheim in die Isenach, die über den Roxheimer Altrhein in den Rhein entwässert.
Historisch wurde der Verlauf etwas abweichend definiert. Als Quelle wurde ein Austritt im Keller des ehemaligen Buhlschen Weinguts an der Weinstraße in Forst definiert. Da diese Quelle jedoch nach Begehungen von Mitarbeitern des Museums Rödersheim-Gronau nur eine von mehreren Austritten in Kellern darstellt, wurde vermutlich der westlichste verrohrte Austritt als Beginn des Bachlaufs definiert. Eine schriftliche Begründung liegt nicht vor.

### Zuflüsse
- (Zufluss aus Richtung des Forster Friedhofs), von links und Nordwesten am Ostrand von Forst, über 0,4 km und 0,5 km²
- (Graben), von rechts und Westen am Tennisplatz von Forst, über 0,1 km und 0,5 km²
- Goldbächl, von links und Nordwesten, 2,2 km und 2,0 km²
- Wachenheimer Bach, von links und Nordwesten, 9,8 km und 8,3 km²
- Meisenbrunnengraben, von rechts und Südosten, 1,5 km und 0, km²
- (Bach am Gewann Im Kessel), von rechts und Südosten, 1,4 km und 0,8 km²
- Kuhgraben oder Elldinger Graben, von links und Westen gleich nach Rödersheim-Gronau, 0,8 km und 0,6 km²

## Ortsgeschichtliche Bedeutung
Entsprechend der Siedlungstaktik in der Zeit der sogenannten fränkischen Landnahme ab dem sechsten Jahrhundert ist der Stechgraben als Siedlungsgrund für die Gründergruppen von Alasheim und Ratherisheim, den beiden heutigen Ortsteilen von Rödersheim-Gronau, zu sehen. Das Gebiet war durch den Stechgraben und die beiderseitigen Quellhorizonte sumpfig und feucht. Siedlungstrupps legten Entwässerungsgräben an, die über den Stechgraben entwässerten, und machten so die Flächen urbar.

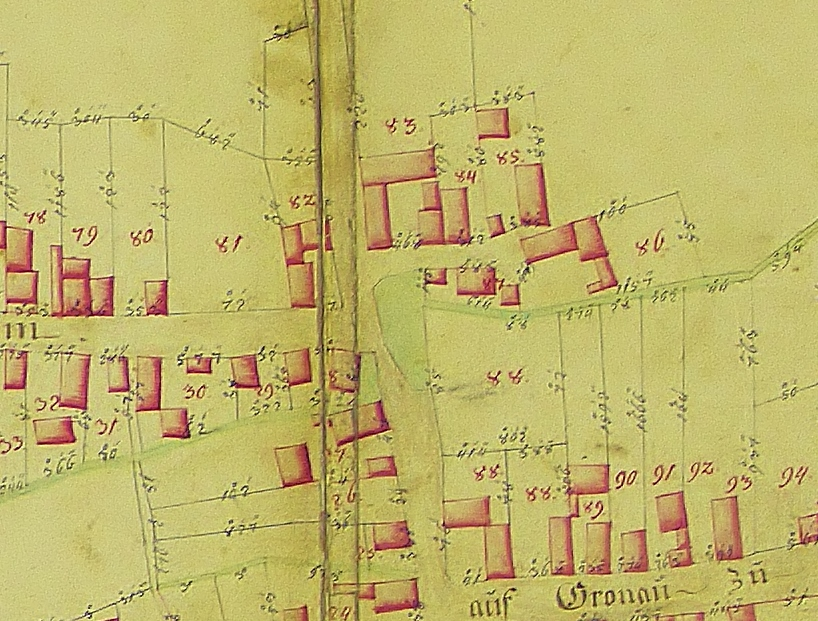
Rödersheim 1776 mit dem teilweise zugeschütteten Dorfteich und dem Stechgrabenbett

Alte Karten, so auch die Renovationskarte von 1776, zeigen einen teilweise verfüllten Dorfteich. Nach den Angaben der Ortschronik von 1978 wurde der Teich zunächst 1738 mit Bauschutt vom Abriss der katholischen Kirche teilweise verfüllt und eine Rampe in das Bachbett angelegt, mit der Karren und Zugtiere in das Bett gebracht und gereinigt werden konnten. Die Rampe ist auf Fotos aus der Zeit vor 1909 zu sehen. Der Dorfteich wurde dann im Zuge der Erweiterung der Kirche vollständig verfüllt und bebaut, die Rampe aufgegeben und das Bachbett in diesem Bereich betoniert und kanalisiert. Diese Maßnahmen halfen jedoch nicht, der Überschwemmungen Herr zu werden.
In der Ortschronik wird mehrfach auch von späteren Überschwemmungen in Rödersheim berichtet. Aus der Zeit um 1940 sind zudem Bilder vorhanden.
Mindestens 1942 wurde das Bachbett neu abgestochen, um durch Begradigung einen schnelleren Abfluss zu ermöglichen. Dabei wurde auch – nach Bericht des Co-Autors der Ortschronik von 1978, Erwin Hettich – das Bachbett in den verbliebenen inneren Ringgraben der abgetragenen Niederungsburg Burg Gronau verlegt. Bis dahin lag das Bachbett nördlich davon, der Stechgraben versorgte die Burggräben mit Wasser. Die Gräben waren mit Karpfen besetzt. Zum Abfischen wurde die Verbindung zum Stechgraben oberhalb der Gräben gesperrt und die Fische nach dem Leerlauf der Gräben eingesammelt. Anschließend wurde die Sperre wieder geöffnet und die Gräben geflutet.

## Regenrückhaltebecken und Renaturierungsmaßnahmen seit 2005
In den letzten Jahrzehnten des 20. Jahrhunderts wurden aber nicht nur die Flüsse begradigt, sondern auch Gräben und Bäche fast ausschließlich nutzungsorientiert wasserbaulich umgestaltet. Sie wurden zu Vorflutern degradiert, die die Landschaft zu entwässern, Abwässer und Abfälle schnell abzutransportieren und Hochwasser schadlos abzuführen hatten. Die natürlichen Funktionen der Gewässer gingen dabei verloren. Durch Bachbegradigungen, Verrohrung und Beseitigung der Ufergehölze wurde nicht nur das Landschaftsbild zerstört, auch zwei Drittel aller Tier- und Pflanzenarten, die im und am Wasser leben, sind inzwischen ausgestorben oder in ihrem Bestand gefährdet.
Eine Sonderuntersuchung des Chemismus und der biologischen Qualität der Fließgewässer im Isenach-Einzugsbereich 2001/2002 zeigte außerdem, dass 69 % der Untersuchungsabschnitte nicht das wasserwirtschaftliche Mindestziel der Gewässergüteklasse II erreichen. 38 % der untersuchten Gewässer waren kritisch belastet, 31 % stark. Nur 13 % der Gewässer erreichten Güteklasse II, und nur 9 % erreichten die Güteklassen I und I-II. Dabei hatten die Quellbereiche der Bäche meistens eine gute bis sehr gute Wasserqualität, die jedoch durch Zuleitungen von Gewerbe und Industrie sowie vorrangig auch durch Stoffeinträge aus der Landwirtschaft aufgrund fehlender Pufferzonen an den Ufern im weiteren Verlauf der Bäche stark verschlechtert wurde – so auch beim Stechgraben und seinen Zuflüssen.
Die letzte Untersuchung der Gewässerqualität in 2007 stellte für den Stechgraben einen Saprobienindex von 2,4 fest. Mit weiteren Indizes und Messwerten ergab sich eine Güteklasse III, bestenfalls II-III. Die recht hohe Belastung bereits am Sammelteich und kurz danach ist im Wesentlichen auf die Einträge aus der intensiven landwirtschaftlich-industriellen Nutzung der umgebenden Flächen zurückzuführen. Dies ist nach Meinung von Petra Jörns wesentlich durch die Entwässerungsfunktion des Stechgrabens für die angrenzenden Agrarflächen begründet. Mit dem abfließenden Wasser gelangen die umfangreichen Rückstände von Dünge- und Pflanzenschutzmitteln in das Stechgrabenwasser. Die Renaturierung müsste bei zukünftigen Untersuchungen damit zu besseren Werten führen. 
2003 ließ die Struktur- und Genehmigungsdirektion Süd ein wasserwirtschaftliches Gesamtkonzept für das Einzugsgebiet Isenach und Eckbach erstellen, das die Verbesserung des örtlichen Hochwasserschutzes zum Ziel hat. Nachdem das Rückhaltebecken östlich von Hochdorf-Assenheim im Mai 2009 fertig gestellt worden war, entstand ein zweites Rückhaltebecken am Stechgraben westlich von Rödersheim-Gronau bis September 2011.
Besonderer Wert wurde dabei auf eine naturnahe Gestaltung des Grabens gelegt, so dass auch bei Niedrigwasser die Durchgängigkeit für Fische gewährleistet wird. Der Bach erhielt ein mäandrierendes Bett, das in einer weiträumigen Flutmulde liegt. Vorhandene alte Bäume wurden dabei möglichst belassen. Der Rest des neuen Bachlaufs wurde wechselseitig neu mit standortgerechten Bäumen bepflanzt, um eine naturnahe Bachkulisse zu schaffen. Die Flutmulde wurde teils der natürlichen Sukzession überlassen, teils mit Saatgut, das vom Naturdenkmal Ruchheimer Wiese und aus dem Naturschutzgebiet Haderwiese gewonnen wurde, versehen. Sie wird künftig im Zuge der Unterhaltungsmaßnahmen offengehalten, damit sich eine Bachaue mit den natürlich vorkommenden Tier- und Pflanzenarten entwickeln kann.
Innerorts existieren noch verrohrte Bereiche und Sohlbefestigungen, die die Durchgängigkeit der Gräben und Bäche vermindern.
Die ersten typischen Arten der Bachauen wie breitblättriger Rohrkolben, Schilf, Blutweiderich und Teichschachtelhalm haben sich bereits wieder angesiedelt. Auch Raritäten wie Echter Eibisch, Spargelbohne und Kriechende Hauhechel konnten schon gesichtet werden.
In der Fauna wurden ebenfalls Wiederansiedlungen festgestellt, unter anderem Azurjungfern, Plattbäuche, gebänderte Prachtlibellen, Heidelibellen und Schmetterlinge wie Schachbrettfalter, Kohlweißlinge, Großes Ochsenauge und Dickkopffalter. Im Wasser finden sich Stichlinge, Rückenschwimmer, Wasserschnecken, Libellenlarven und Wasserläufer – der kleine Teichmolch wird vermutet.
Artenliste der festgestellten Pflanzen, Stand 2014
| Deutsche Bezeichnung       | Botanisch                | Deutsche Bezeichnung    | Botanisch             |
| -------------------------- | ------------------------ | ----------------------- | --------------------- |
| Quecke                     | Agropyron repens         | Flatter-Binse           | Juncus effusus        |
| Hundsstraußgras            | Agrostis canina          | Wiesen-Platterbse       | Lathyrus pratensis    |
| Rot-Straußgras             | Agrostis capillaris      | Hornklee                | Lotus corniculatus    |
| Echter Eibisch             | Althaea officinalis      | Blutweiderich           | Lythrum salicaria     |
| Ruchgras                   | Anthoxanthum odoratum    | Hopfenklee              | Medicago lupulina     |
| Zaunwinde                  | Calystegia sepium        | Kriechende Hauhechel    | Ononis spinosa        |
| Rostsegge                  | Carex ferruginea         | Schilf                  | Phragmites communis   |
| Kleinköpfiger Pippau       | Crepis capillaris        | Kriechendes Fingerkraut | Potentilla reptans    |
| Kriechendes Fingerkraut    | Potentilla reptans       | Wilde Möhre             | Daucus carota         |
| Kriechender Hahnenfuß      | Ranunculus repens        | Rasen-Schmiele          | Deschampsia cespitosa |
| Krauser Ampfer             | Rumex crispus            | Zottiges Weidenröschen  | Epilobium hirsutum    |
| Gelbe Spargelbohne         | Tetragonolobus maritimus | Ackerschachtelhalm      | Equisetum arvense     |
| Hybridklee                 | Trifolium hybridum       | Teichschachtelhalm      | Equisetum fluviatile  |
| Rotklee                    | Trifolium pratense       | Wolliges Honiggras      | Holcus lanatus        |
| Breitblättriger Rohrkolben | Typha latifolia          |                         |                       |